# آيت قسو الحامة (آيت قسو)
آيت قسو الحامة هو دُوَّار يقع بجماعة عين جوهرة، إقليم الخميسات، جهة الرباط سلا القنيطرة في المملكة المغربية. ينتمي الدوّار لمشيخة آيت قسو التي تضم 4 دواوير. يقدر عدد سكانه بـ 2478 نسمة حسب الإحصاء الرسمي للسكان والسكنى لسنة 2004.

## وصلات خارجية
- البوابة الوطنية للجماعات الترابية
- المندوبية السامية للتخطيط